# Spencer O’Brien
Spencer O'Brien (ur. 2 lutego 1988 w Courtenay) – kanadyjska snowboardzistka specjalizująca się w slopestyle'u, mistrzyni świata.

## Kariera
Po raz pierwszy na arenie międzynarodowej pojawiła się 16 lutego 2002 roku w Cypress Mountain, gdzie w zawodach Nor-Am Cup zajęła piąte miejsce w halfpipe'ie. Nidy nie wystąpiła na mistrzostwach świata juniorów. W zawodach Pucharu Świata zadebiutowała 11 stycznia 2013 roku w Copper Mountain, zajmując ósme miejsce w slopestyle'u. Tym samym już w swoim debiucie wywalczyła pierwsze pucharowe punkty. Pierwszy raz na podium zawodów tego cyklu stanęła 25 marca 2017 roku w Szpindlerowym Młynie, kończąc rywalizację na drugiej pozycji. W zawodach tych rozdzieliła Zoi Sadowski-Synnott z Nowej Zelandii i Niemkę Silvię Mittermüller. Najlepszy wynik zanotowała w sezonie 2016/2017, kiedy to zajęła 25. miejsce w klasyfikacji generalnej AFU.
W 2013 roku wywalczyła złoty medal podczas mistrzostw świata w Stoneham. Wyprzedziła tam Sinę Candrian ze Szwajcarii i Australijkę Torę Bright. Był to jej pierwszy start na imprezie tej rangi. Na rozgrywanych rok później igrzyskach olimpijskich w Soczi zajęła 12. lokatę w tej samej konkurencji. Jest też kilkukrotną medalistką X-Games w slopestyle'u.
Była jedną z nielicznych przedstawicielek rdzennych ludów Kanady na igrzyskach w Soczi. Wywodzi się z plemienia Haida/Kwakwala w Kolumbii Brytyjskiej.

## Osiągnięcia

### Igrzyska olimpijskie
| Miejsce | Dzień    | Rok  | Miejscowość | Konkurencja | Zwycięzca      |
| ------- | -------- | ---- | ----------- | ----------- | -------------- |
| 12.     | 9 lutego | 2014 | Soczi       | Slopestyle  | Jamie Anderson |

### Mistrzostwa świata
| Miejsce | Dzień       | Rok  | Miejscowość | Konkurencja | Zwycięzca |
| ------- | ----------- | ---- | ----------- | ----------- | --------- |
| 1.      | 18 stycznia | 2013 | Stoneham    | Slopestyle  | -         |

### Puchar Świata

#### Miejsca w klasyfikacji generalnej
- - AFU[2]
- sezon 2012/2013: 46.
- sezon 2015/2016: 47.
- sezon 2016/2017: 25.